# Anna Jaeger (Malerin)
Anna Jaeger (* 24. September 1849 in Ründeroth bei Engelskirchen, Rheinprovinz; † 1908) war eine deutsche Porträt- und Genremalerin der Düsseldorfer Schule.

## Leben

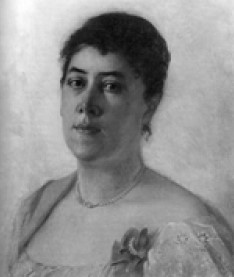
Marie von Bunsen (1897)

Jaeger war früh verwaist und studierte Malerei in Düsseldorf. Sie erwarb ein Zeichenlehrerinnen-Diplom, unternahm Studienreisen nach München, Paris, Brüssel und Wien und wirkte in Berlin, wo sie in der Galerie von Eduard Schulte ausstellte und Mitglied im Verein der Berliner Künstlerinnen war. Über ihren Lebensweg ist im Übrigen wenig bekannt. Außer ihren Porträts schuf sie „düster-naturalistische, symbolisch beschwerte Darstellungen armer Menschen“. Sie starb 1908 durch Suizid. Zu den von ihr Porträtierten zählen der Physiker Rudolf Clausius (1885), der Afrikaforscher Joachim von Pfeil (1893) sowie die Berliner Künstlerin und Salonniere Marie von Bunsen (1897).